# 邦维莱 (孚日省)
邦维莱（法語：Bonvillet，法語發音：[bɔ̃vilɛ] ⓘ）是法国大東部大區孚日省的一个市镇，属于埃皮纳勒区。

## 地理
邦维莱（48°5'58"N, 6°3'24"E）面积10.09 平方千米，位于法国大東部大區孚日省，该省份为法国东北部内陆省份，北起默兹省和默尔特-摩泽尔省，西接上马恩省，南至上索恩省和贝尔福地区省，东临上莱茵省和下莱茵省。
与邦维莱接壤的市镇（或旧市镇、城区）包括：勒朗日、贝尔吕、达尔内、栋巴勒德旺达尔内。

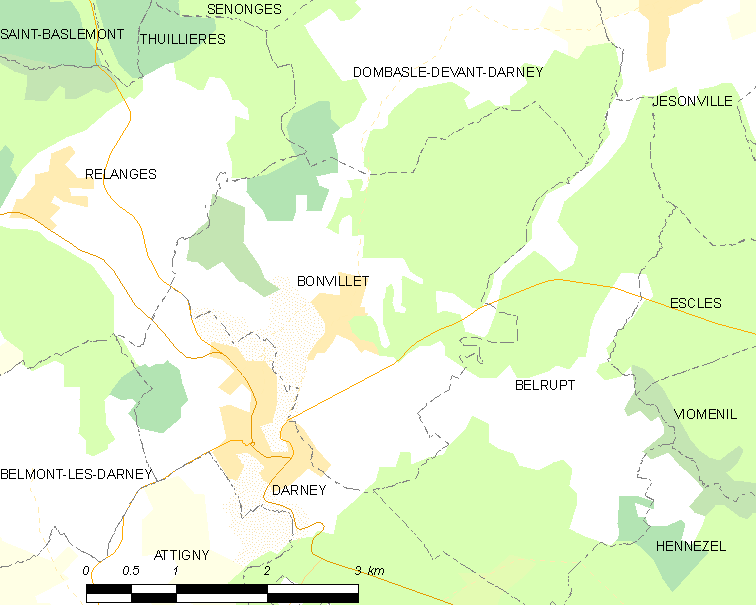
的OSM定位图

邦维莱的时区为UTC+01:00、UTC+02:00（夏令时）。

## 行政
邦维莱的邮政编码为88260，INSEE市镇编码为88065。

## 政治
邦维莱所属的省级选区为达尔内县。

## 人口

1962-2008年间人口变化图示

邦维莱于2022年1月1日时的人口数量为275人。